# Mimidae
Mimidae là một họ chim trong bộ Passeriformes.
Nhiều loài chim trong họ này có khả năng nhại âm thanh của các loài chim khác cũng như các âm thanh khác. Có hơn 30 loài trong họ. Chúng có chiều dài từ 20–33 cm và nặng từ 36-56 gram.

## Phân loại học
Chi Donacobius
- Donacobius atricapilla

Chi Dumetella
- Dumetella carolinensis

Chi Melanoptila
- Melanoptila glabrirostris

Chi Mimus
- Mimus polyglottos
- Mimus gilvus
- Mimus gundlachii
- Mimus longicaudatus
- Mimus thenca
- Mimus patagonicus
- Mimus saturninus
- Mimus triurus
- Mimus dorsalis

Chi Nesomimus
- Nesomimus parvulus
- Nesomimus trifasciatus
- Nesomimus macdonaldi
- Nesomimus melanotis

Chi Oreoscoptes
- Oreoscoptes montanus

Chi Toxostoma
- Toxostoma rufum
- Toxostoma longirostre
- Toxostoma guttatum
- Toxostoma bendirei
- Toxostoma cinereum
- Toxostoma curvirostre
- Toxostoma ocellatum
- Toxostoma lecontei
- Toxostoma redivivum
- Toxostoma crissale

Chi Ramphocinclus
- Ramphocinclus brachyurus

Chi Melanotis
- Melanotis caerulescens
- Melanotis hypoleucus

Chi Margarops
- Margarops fuscatus

Chi Cinclocerthia
- Cinclocerthia ruficauda
- Cinclocerthia gutturalis

Chi Allenia
- Allenia fusca

Chi Mimodes
- Mimodes graysoni